# Sahlenburg

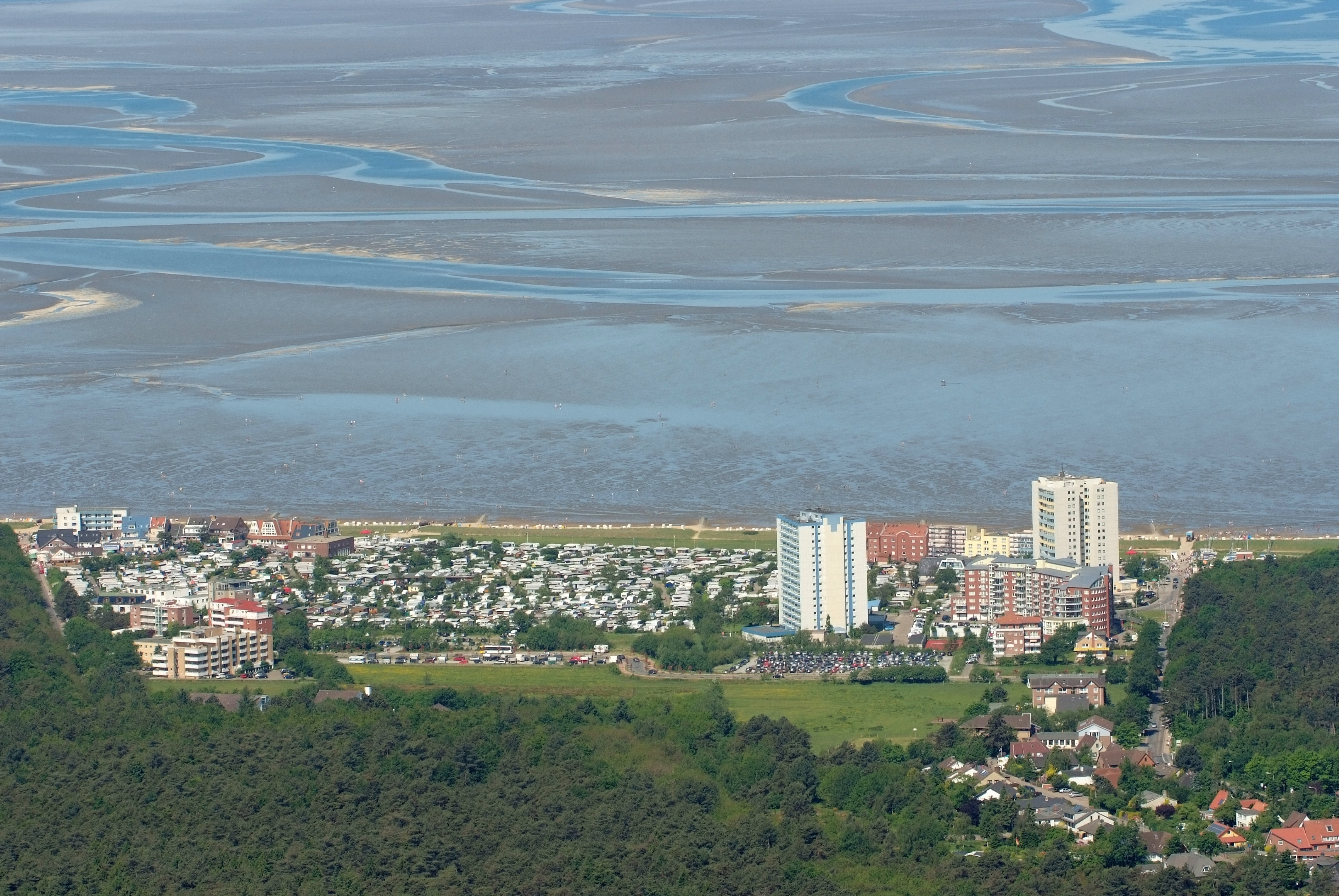
Sahlenburg (2012)

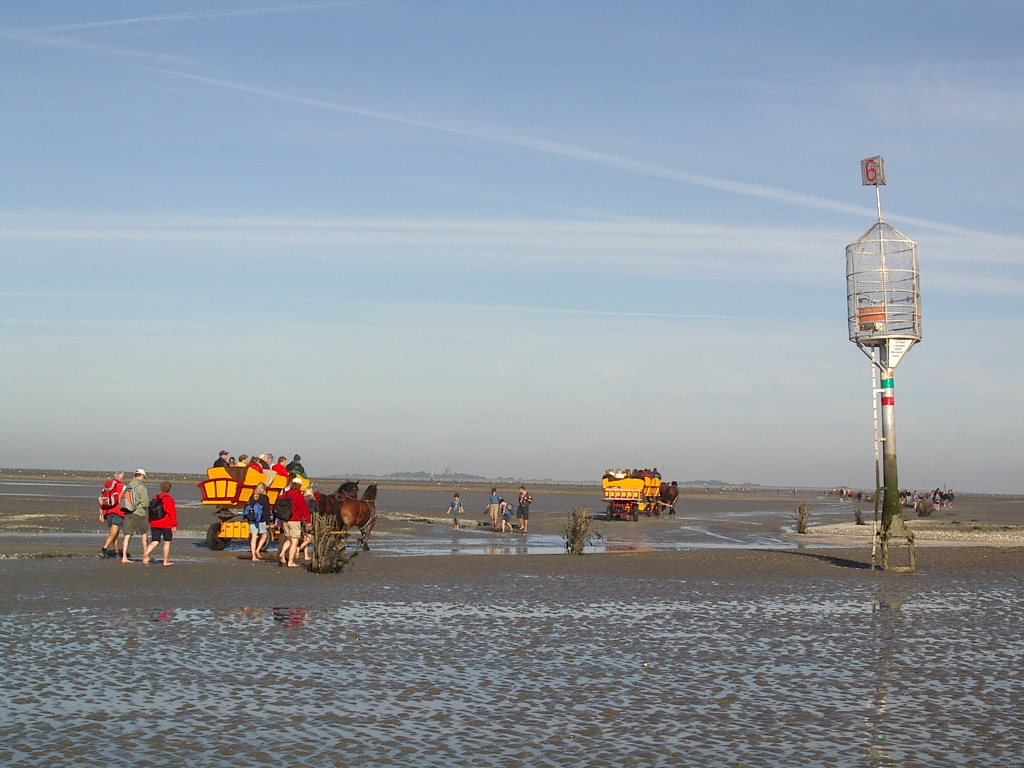
Szlak turystyczny z Sahlenburga na wyspę Neuwerk

Sahlenburg – dzielnica niemieckiego miasta Cuxhaven leżącego nad Morzem Północnym, położona blisko ujścia Łaby. Słynie z atrakcji turystycznych wynikających z dużej płycizny morza pomiędzy lądem a wyspą Neuwerk. Pozwala to na przejście w czasie odpływu pieszo ok. 10-kilometrowego odcinka dzielącego wyspę od lądu. Atrakcją turystyczną są także przejazdy bryczkami z Sahlenburga na wyspę.